# Domatha
Genre
Domatha est un genre d'araignées aranéomorphes de la famille des Thomisidae.

## Distribution
Les espèces de ce genre se rencontrent en Nouvelle-Guinée et aux Philippines.

## Liste des espèces
Selon World Spider Catalog (version 18.0, 04/02/2017) :
- Domatha celeris Kulczyński, 1911
- Domatha vivida Simon, 1895

## Publication originale
- Simon, 1895 : Histoire naturelle des araignées. Paris, vol. 1, p. 761-1084 (texte intégral).